# Јован II Кијевски
Митрополит Јован II (1089) је руски православни светитељ и митрополит Кијева и све Русије из 11. века.
По пореклу, је био грк из Цариграда. Био је Кијевски митрополит у у периоду од 1078.-1089. године..
У аналима су само кратко помиње неколико чињеница о животу Јована II: сахрана свог кнеза Јаррополка у Кијеву 1086. године, његово освећење цркве Видубицког манастира и цркве Пресвете Богородице у манастиру Кијевско-печерске лавре. Његови савременици су га звали "пророк Христов". У кијевским хроникама стоји да је био човек вешт у књигама и учењу, милостив према сиромашнима и удовицама, љубазан са свима - богатима и сиромашнима, понизан, кротак, и да је поседовао дар речи, знајући како да утеши својим неседама тужне, и уопште да је био митрополит какву Русија није имала до тада.
Познат је по двема посланицама: 1) папи Клименту и 2) монаху Јакову.